# Adi Quala
Adi Quala (tiếng Tigrinya: ዓዲ ዃላ, phát âm tiếng Tigrinya: [ʕadi xʷala]) là một thị trấn thương mại ở miền nam Eritrea. Nó nằm cách biên giới với Ethiopia gần 25 km, trên độ cao 2.000 m so với mực nước biển.

## Tổng quan
Adi Quala có nhà thờ Thánh Marry với các bức bích họa, cùng với mộ của những binh lính thiệt mang trong trận Adwa và Gundet. Thị trấn có dân số hơn 30.000 người. Ngôn ngữ được sử dụng tại đây là tiếng Tigrinya.

## Tôn giáo
94,5% dân số Adi Quala theo Chính thống giáo và 5% theo đạo Hồi. Những người theo Công giáo La Mã và Tin lành chiếm khoảng 1% tổng dân số. Có hai nhà thờ Chính thống giáo, một nhà thờ Công giáo La Mã và một nhà thờ Hồi giáo.

## Kinh tế
Vào những năm 1890, Augustus B. Wylde đã ghi chép rằng khu chợ ở Adi Quala có quy mô trung bình và được tổ chức vào các ngày thứ Hai.

## Khí hậu
| Dữ liệu khí hậu của Adi Quala     | Dữ liệu khí hậu của Adi Quala | Dữ liệu khí hậu của Adi Quala | Dữ liệu khí hậu của Adi Quala | Dữ liệu khí hậu của Adi Quala | Dữ liệu khí hậu của Adi Quala | Dữ liệu khí hậu của Adi Quala | Dữ liệu khí hậu của Adi Quala | Dữ liệu khí hậu của Adi Quala | Dữ liệu khí hậu của Adi Quala | Dữ liệu khí hậu của Adi Quala | Dữ liệu khí hậu của Adi Quala | Dữ liệu khí hậu của Adi Quala | Dữ liệu khí hậu của Adi Quala |
| Tháng                             | 1                             | 2                             | 3                             | 4                             | 5                             | 6                             | 7                             | 8                             | 9                             | 10                            | 11                            | 12                            | Năm                           |
| --------------------------------- | ----------------------------- | ----------------------------- | ----------------------------- | ----------------------------- | ----------------------------- | ----------------------------- | ----------------------------- | ----------------------------- | ----------------------------- | ----------------------------- | ----------------------------- | ----------------------------- | ----------------------------- |
| Trung bình ngày tối đa °C (°F)    | 26.4 (79.5)                   | 27.3 (81.1)                   | 29.3 (84.7)                   | 29.0 (84.2)                   | 28.6 (83.5)                   | 27.6 (81.7)                   | 22.9 (73.2)                   | 22.4 (72.3)                   | 25.9 (78.6)                   | 26.6 (79.9)                   | 26.2 (79.2)                   | 25.6 (78.1)                   | 26.5 (79.7)                   |
| Tối thiểu trung bình ngày °C (°F) | 7.2 (45.0)                    | 8.2 (46.8)                    | 10.8 (51.4)                   | 11.6 (52.9)                   | 12.1 (53.8)                   | 12.3 (54.1)                   | 11.7 (53.1)                   | 12.3 (54.1)                   | 11.1 (52.0)                   | 9.1 (48.4)                    | 7.8 (46.0)                    | 6.9 (44.4)                    | 10.1 (50.2)                   |
| Lượng mưa trung bình mm (inches)  | 0 (0)                         | 3 (0.1)                       | 9 (0.4)                       | 28 (1.1)                      | 40 (1.6)                      | 68 (2.7)                      | 224 (8.8)                     | 198 (7.8)                     | 57 (2.2)                      | 11 (0.4)                      | 12 (0.5)                      | 2 (0.1)                       | 652 (25.7)                    |
| Nguồn: Climate-Data               |                               |                               |                               |                               |                               |                               |                               |                               |                               |                               |                               |                               |                               |